# Uroxys brachialis
Uroxys brachialis là một loài bọ cánh cứng trong họ Bọ hung (Scarabaeidae).